# Hans-Jürgen Syberberg

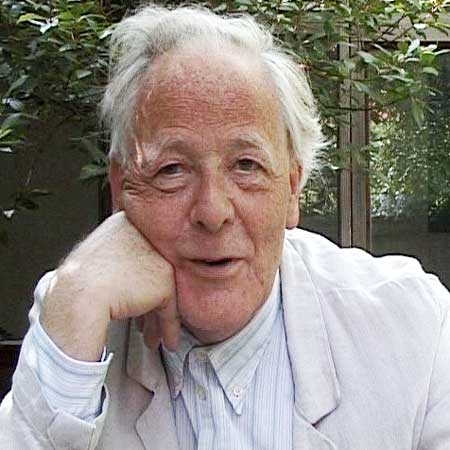
Hans-Jürgen Syberberg in 2004

Hans-Jürgen Syberberg (Nossendorf, 8 december 1935) is een Duits filmregisseur.
Syberberg is de zoon van landeigenaars uit Voor-Pommeren en woonde tot 1945 in  Rostock en Berlijn. Hij draaide zijn eerste 8mm-film tussen 1952 en 1953 en verhuisde dat jaar naar de Bondsrepubliek Duitsland, waar hij in 1956 letterkunde en geschiedenis ging studeren. Hij doctoreerde in München met een thesis over Het absurde bij Dürrenmatt. In 1963 begon hij  documentaires te  maken over sterren als Fritz Kortner en Romy Schneider.
Syberberg wordt beschouwd als een aanhanger van het Gesamtkunstwerk. Zijn films zijn het resultaat van de vermenging van twee tegengestelde polen uit het Duitse culturele verleden: het rationalisme van de 18e eeuw en  het mysticisme van de 19e eeuw. Zij werk kent ook internationale uitstraling; onder andere Susan Sontag, Gilles Deleuze en Philippe Lacoue-Labarthe toonden zich geïnteresseerd in zijn werk.

## Filmografie
- 1965 - Fünfter Akt, Siebte Szene. Fritz Kortner probt Kabale und Liebe
- 1965 - Romy – Porträt eines Gesichts
- 1966 - Fritz Kortner spricht Monologe für eine Schallplatte
- 1966 - Wilhelm von Kobell
- 1966 - Die Grafen Pocci - einige Kapitel zur Geschichte einer Familie
- 1968 - Scarabea - Wieviel Erde braucht der Mensch
- 1969 - Sex-Business - made in Pasing
- 1970 - San Domingo
- 1970 - Nach meinem letzten Umzug
- 1972 - Ludwig - Requiem für einen jungfräulichen König
- 1972 - Theodor Hirneis oder: Wie man ehem. Hofkoch wird
- 1974 - Karl May
- 1975 - Winifried Wagner und die Geschichte des Hauses Wahnfried von 1914-1975
- 1978 - Hitler: A Film from Germany
- 1981 - Parsifal
- 1984 - Die Nacht
- 1985 - Edith Clever liest Joyce
- 1986 - Fräulein Else
- 1987 - Penthesilea
- 1989 - Die Marquise von O.
- 1993 - Syberberg filmt Brecht
- 1994 - Ein Traum, was sonst
- 1997 - Höhle der Erinnerung

## Publicaties
- Interpretationen zum Drama Friedrich Dürrenmatts: Zwei Modellinterpretationen zur Wesensdeutung des modernen Dramas. Uni-Druck, München 1965.
- Fotografie der 30er Jahre: Eine Anthologie. Schirmer-Mosel Verlag, München 1977, ISBN 978-3-921375-14-3.
- Filmbuch – Filmästhetik – 10 Jahre Filmalltag- Meine Trauerarbeit für Bayreuth- Wörterbuch des deutschen Filmkritikers. Fischer Taschenbuch, 1979, ISBN 3-596-23650-9.
- Die freudlose Gesellschaft. Notizen aus dem letzten Jahr. Hanser Verlag, München 1981, ISBN 3-446-13351-8.
- Parsifal. Ein Filmessay. Heyne Verlag, München 1982, ISBN 3-453-01626-2.
- Der Wald steht schwarz und schweiget. Neue Notizen aus Deutschland. Diogenes Verlag AG, Zürich 1984, ISBN 3-257-01662-X.
- Kleist, Penthesilea. Hentrich, Berlin 1988, ISBN 3-926175-49-4.
- Vom Unglück und Glück der Kunst in Deutschland nach dem letzten Kriege. Matthes & Seitz, München 1990, ISBN 3-88221-761-8.
- Der verlorene Auftrag – ein Essay. Karolinger, Wien 1994, ISBN 978-3-85418-068-5.
- Das Rechte – tun. Kronenbitter, München 1995, ISBN 3-930580-02-0.
- Film nach dem Film. Verlag für moderne Kunst, Nürnberg 2008, ISBN 3-940748-12-9.

- Bibsys: 90927755
- Bibliothèque nationale de France: cb119258282 (data)
- Catàleg d'autoritats de noms i títols de Catalunya: 981058609100606706
- CiNii: DA04093262
- Gemeinsame Normdatei: 118620231
- International Standard Name Identifier: 0000 0001 0892 664X
- Library of Congress Control Number: n81132129
- Nationale Bibliotheek van Tsjechië: pna2010574698
- Nationale bibliotheek van Australië: 35760282
- Nationale Bibliotheek van Israël: 987007268787905171
- Nationale Bibliotheek van Polen: a0000002835999
- Nationale en Universitaire bibliotheek Zagreb: 000035440
- Nederlandse Thesaurus van Auteursnamen: 07005939X
- Réseau des bibliothèques de Suisse occidentale: 02-A005737708
- RKD-Nederlands Instituut voor Kunstgeschiedenis: 270996
- LIBRIS: 243354
- SNAC: w6xn2p9t
- Système universitaire de documentation: 027152669
- Trove: 1074966
- Union List of Artist Names: 500433974
- Virtual International Authority File: 44305870
- WorldCat: E39PBJqfGBbwWpygB3fVr3CPcP